# Claude Gaits
Claude Gaits, né le 20 mars 1944 à Tarbes (Hautes-Pyrénées), est un homme politique français.

## Détail des fonctions et des mandats
Fonction politique
- Ancien Président de la Fédération PRG des Hautes-Pyrénées

Mandats locaux
- 1989 - 2001 : conseiller municipal puis maire-adjoint de Tarbes
- 2001 - 2008 : Conseiller municipal de Tarbes
- 1998 - 2004 : Conseiller régional de Midi-Pyrénées
- 2004 - 2010 : Conseiller régional de Midi-Pyrénées
- 2010 - 2015 : Conseiller régional de Midi-Pyrénées puis vice-président du Conseil régional de Midi-Pyrénées

Mandat parlementaire
- 23 juin 1988 - 1er avril 1993 : Député de la 2e circonscription des Hautes-Pyrénées